# North Hobbs
North Hobbs statisztikai település az USA Új-Mexikó államában, Lea megyében. Lakosainak száma 6529 fő (2020. április 1.).

## Népesség
A település népességének változása:

| 2010 | 5 391 |
| 2020 | 6 529 |